# Boa atlantica
Boa atlantica — вид неотруйних змій з роду анаконди. Виокремлений у 2024 році.

## Етимологія
Видовий епітет atlantica — це латинський прикметник, який відноситься до атлантичного узбережжя Бразилії, але переважно до екорегіону Атлантичних лісів, батьківщини кількох ендемічних видів, у тому числі цього удава.

## Поширення
Ендемік Бразилії. Типовий зразок зібраний у Ріо-Компрідо, передмісті Ріо-де-Жанейро на південному сході країни. Мешкає в атлантичному лісі.

## Опис
Найбільший досліджений самець мав довжину 240 см, а найбільша самиця — 205 см. Основний колір змій від світло-коричневого до рожево-коричневого на спині. Боки тіла світліші за спину на перших двох третинах і зазвичай більш-менш сірого кольору. В останній третині тіла боки стають дедалі темнішими з чорно-бурими відтінками. На спині є від 17 до 23 еліптичних подвійних овальних або круглих плям світло-коричневого або рожево-коричневого кольору з коричневою межею.